# Mikryt
Mikryt (pelit) – rodzaj spoiwa węglanowych skał osadowych (np. wapieni), utworzonego przez niewidoczne makroskopowo kryształy węglanów (głównie kalcytu) o rozmiarach rzędu kilku tysięcznych milimetra. Makroskopowo mikryt ma postać jednorodnego wapienia. Nawet pod mikroskopem zwykle nie sposób wyróżnić poszczególnych kryształów i ziarn, widoczne są ciemne agregaty kalcytu. Mikryt zwykle tworzy się w wyniku strącania chemicznego lub biochemicznego. 
Mikrytowa masa wypełniająca może występować jako jedyny składnik wapieni lub współtworzyć spoiwo czy też masę wypełniającą wraz ze składnikami ziarnistymi. 